# Caterina de Luxemburg
Caterina de Luxemburg (în cehă Kateřina Lucemburská, în germană Katharina von Böhmen; n. august 1342, Praga – d. 26 aprilie 1395, Viena) aparținând Casei de Luxemburg, a fost ducesă a Austriei din 1358 până în 1365 prin căsătoria cu Rudolf al IV-lea de Habsburg.
Prima ei căsătorie a fost între 1357 și 1365 cu Rudolf al IV-lea de Habsburg, duce de Austria din 1358. După moartea acestuia, Caterina s-a căsătorit în 1366 cu Otto al V-lea de Wittelsbach, margraf de Brandenburg. Ambele căsătorii au rămas fără urmași.

## Biografia

### Copilăria și adolescența (1342–1357)
Caterina s-a născut în august 1342 (probabil pe 19 august) ca al doilea copil al margrafului Moraviei, Carol de Luxemburg, și al primei lui soții, Blanche de Valois, fiica lui Carol de Valois. La doar câteva luni de la nașterea ei, împăratul Ludovic al IV-lea, margraful de Meissen și ducele austriac Albert al II-lea au început să se intereseze de Caterina ca posibilă viitoare soție pentru fiii lor încă minori.
După ce pe 26 mai 1348 Albert al II-lea a depus jurământul de vasal al regelui romano-german Carol al IV-lea la Brno, cei doi au negociat planul căsătoriei dintre Caterina și fiul ducelui, Rudolf al IV-lea. Albert s-a angajat să pună capăt alianței sale cu regele Ludovic I al Ungariei și pe 5 iunie 1348 Carol al IV-lea i-a înfeudat pe Albert și pe fiii săi cu teritoriile habsburgice. În aceeași zi Caterina, în vârstă de șase ani, a fost logodită cu Rudolf, în vârstă de opt ani.
În martie 1353 Caterina și-a însoțit tatăl la Viena la întâlnirea principilor imperiali organizată de Carol al IV-lea cu scopul de a-și asigura suportul necesar viitoarei sale călătorii la Roma pentru încoronarea ca împărat în 1355. Carol, care era văduv pentru a doua oară, a știut să construiască o relație bună cu Caterina, singurul său copil în acel moment. În timpul șederii la Viena el a transmis planurile sale politice inteligentului copil de unsprezece ani. Caterina a rămas toată viața atașată de tatăl ei căruia i-a purtat întotdeauna respect.
Alianța dintre casele de Habsburg și Luxemburg a fost reînnoită la Viena când pe 13 iulie 1353 a avut loc căsătoria simbolică a lui Rudolf cu Caterina și cele două dinastii și-au reglementat moștenirea și succesiunea reciprocă. Căsătoria propriu-zisă a avut loc pe 3 iulie 1357 la Praga.
După câteva săptămâni, Caterina a trebuit să medieze între soțul și tatăl ei pentru prima dată, deoarece Rudolf se revoltase datorită plății prea lente a zestrei promise.

### Ducesă de Austria (1358–1365)
Rudolf al IV-lea Întemeietorul, a devenit Duce de Austria în 1358. El s-a grăbit să mărească rangul familiei sale cu titlul de „Arhiduce”. Cu Privilegium maius (dovedit a fi un fals indubitabil abia în secolul al XIX-lea) Rudolf a încercat în iarna 1358/1359 să obțină un statut echivalent cu cel al principilor electori. Rudolf a prezentat Privilegium maius socrului său care, după o examinare aprofundată, a refuzat recunoașterea autenticității acesteia. Prin urmare, conflictul dintre cei doi putea fi aplanat doar prin medierea inteligentă a Caterinei. Împăratul a dat apoi controversatele documente umanistului italian Francesco Petrarca care, după o examinare atentă, a confirmat bănuielile împăratului. Rudolf al IV-lea a trebuit să renunțe în 1361 la pretinsul titlu de „arhiduce”. Abia în 1441 și apoi în 1453 privilegiile familiei de Habsburg stabilite de Privilegium maius au fost confirmate de Frederic al III-lea de Habsburg.
Rudolf al IV-lea a încercat după moartea lui Meinhard al III-lea de Wittelsbach să intre în posesia comitatului Tirol în ianuarie 1363 ceea ce a reînnoit tensiunea existentă între Carol al IV-lea și ginerele său. Carol al IV-lea se temea că planurile sale politice privind familia de Wittelsbach vor fi periclitate. Și de această dată Caterina a reușit să medieze cu succes între tatăl ei și soțul ei.
Pe 18 martie 1363, împăratul a semnat un contract de moștenire cu familia de Wittelsbach și pe 10 februarie 1364 la Brno, Rudolf al IV-lea a primit ca feudă Tirolul, contract recunoscut abia în 1369 de Stefan al II-lea al Bavariei. Tot la Brno a fost încheiat și un contract de moștenire reciprocă între familiile de Luxemburg, Habsburg și Anjou, din care se poate întrevedea deja dezvoltarea monarhiei dunărene ulterioare. Datorită contractului de moștenire din 1364, ducele austriac Albert al V-lea a reușit să moștenească în 1437 ultimul membru al Casei de Luxemburg, Sigismund, fratele vitreg al Caterinei.
Pe 27 iulie 1365 a murit Rudolf al IV-lea, iar Caterina s-a întors după puțin timp la Praga la tatăl ei.

### Soție a margrafului de Brandenburg (1366–1373)
Margraful de Brandenburg, Otto al V-lea de Wittlesbach, era gata să se alieze cu Carol al IV-lea împotriva propriului frate, ducele Ștefan al II-lea al Bavariei, datorită disputei cauzate de moștenirea familiei bavareze.
Pe 19 martie 1366, Otto al V-lea și Caterina s-au căsătorit la Praga. Ea a acceptat această căsătorie doar datorită obiectivelor politice ale tatălui ei. Inițial, Otto trebuia să se căsătorească cu fiica mai mică a lui Carol, Elisabeta (1358–1373), dar din cauza morții timpurii a lui Rudolf al IV-lea, împăratul a decis căsătoria lui Otto cu fiica sa mai mare, văduva Caterina. Căsătoria dintre Elisabeta, fosta mireasă a lui Otto, și Albert al III-lea, fratele mai mic al lui Rudolf al IV-lea, a avut loc în aceeași zi, pe 26 martie 1366, fiind astfel confirmat contractul de moștenire reciprocă încheiat de Casa de Habsburg cu cea de Luxemburg. Ca urmare a dublei nunți de la Praga, Carol al IV-lea a reușit să își consolideze considerabil poziția în imperiu.
După nuntă, Otto al V-ea i-a cedat pentru șase ani socrului său administrația Mărcii de Brandenburg, sărăcită de foamete și măcinată de conflicte. Aceasta i-a permis lui Carol al IV-lea să-și consolideze poziția câștigată în Silezia și Luzacia Superioară și să-și înceapă expansiunea spre nord. Otto al V-lea, supranumit Leneșul din cauza pasivității sale, impus și el de împărat, a rămas cu Caterina la curtea socrului său din Praga și în 1368 a vândut Luzacia de Jos lui Carol al IV-lea, regele Boemiei.
În ianuarie 1369 Caterina a plecat cu tatăl la Roma. Deoarece Carol și însoțitorii săi s-au implicat în luptele dintre nobilimea și partidul popular din Siena, împăratul a ordonat fiicei, Caterina și soției sale Elisabeta de Pomerania să se întoarcă acasă.
Pe 15 august 1373, Carol al IV-lea a cumpărat Marca Brandenburg de la Otto al V-lea cu suma de 500 000 de guldeni. Lui Otto i s-a permis să folosească în continuare titlul de margraf de Brandenburg, iar Caterinei i s-a permis să folosească titlul ca soție a Margrafului de Brandenburg până la moartea soțului ei în 1379. Cu toate acestea, Caterina nu a fost niciodată în Marca Brandenburg.

### Ultimii ani de viață și moartea (1373–1395)

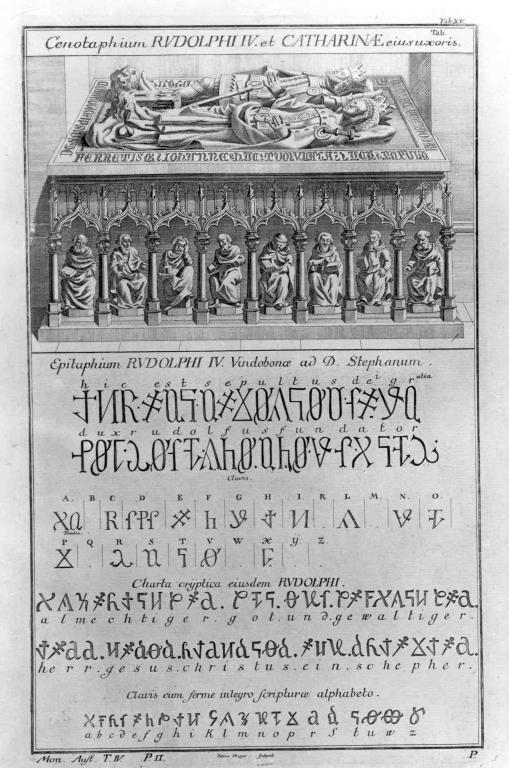
Vechea gravură a cenotafului pentru ducele Rudolf al IV-lea și al soției sale, Caterina, în Catedrala Sf. Ștefan din Viena (jos se află inscripția secretă scrisă în)

După vânzarea Mărcii Brandenburg, Caterina a locuit temporar cu soțul ei la München, dar tot mai des la Praga cu tatăl ei. Căsătoria dintre Caterina și Otto a fost una nefericită, în principal datorită lipsei urmașilor. Wittelsbach l-a acuzat pe Carol al IV-lea că l-a căsătorit cu bună știință cu o femeie sterilă pentru a accelera moștenirea Mărcii Brandenburg în beneficiul Boemiei, stabilită prin contractul de moștenire din 1363.
După moartea lui Otto în 1379, Caterina s-a stabilit ca văduvă la Viena. Prin alegerea acestei reședințe de văduvă, Caterina a dorit să-și arate adânca legătură cu primul ei soț, Rudolf al IV-lea.
Pe 26 aprilie 1395 Caterina a murit la Viena. A fost înmormântată lângă primul ei soț, Rudolf, în cripta ducală din Catedrala Sfântul Ștefan din Viena. Ea apare reprezentată pe cenotaful ducelui Rudolf al IV-lea din Catedrala Sf. Ștefan, ca odihnindu-se pentru totdeauna lângă el, dar nici unul dintre ei nu este înmormântat în cenotaf.
Figurile din piatră ale întemeietorilor Catedralei Sf. Ștefan din Viena, Rudolf al IV-lea și soția sa Caterina, pot fi văzute pe portalul de la intrarea acesteia.